# Puchar BVA mężczyzn (2022)
Puchar BVA mężczyzn 2022 (oficjalnie: Men's BVA Cup 2022) – 15. edycja turnieju o puchar krajów bałkańskich zorganizowana przez Balkan Volleyball Association (BVA). Rozgrywki odbyły się w dniach 20-21 września 2022 roku w Şırnaku w Turcji.
W turnieju brały udział trzy drużyny: Cizre Belediyespor, DOR-UTM Kiszyniów oraz KV Peja. Rozgrywki składały się z półfinału oraz finału. W półfinale Cizre Belediyespor pokonał DOR-UTM Kiszyniów bez straty seta. W finale turecki klub zmierzył się z zespołem z Kosowa KV Peja, również wygrywając 3:0. Tym samym Cizre Belediyespor zdobył Puchar BVA. Nie uzyskał jednak prawa gry w Pucharze Challenge, ponieważ zgodnie z regulaminem w rozgrywkach musiały wystąpić zespoły z co najmniej czterech państw.

## Drużyny uczestniczące
| Państwo  | Klub               |
| -------- | ------------------ |
| Kosowo   | KV Peja            |
| Mołdawia | DOR-UTM Kiszyniów  |
| Turcja   | Cizre Belediyespor |

## Rozgrywki

### Półfinał
| 20.09.2022 15:00 (UTC+3) | Cizre Belediyespor Swetosław Iwanow 11 pkt Julien Winkelmuller 11 pkt | 3:0 (25:17, 25:10, 25:9) raport | DOR-UTM Kiszyniów Mihai Luruioc 10 pkt | Şırnak Kapalı Spor Salonu, Şırnak Widzów: 450 Sędziowie: Hüseyin Okumuş i Kadir Girente |

### Finał
| 21.09.2022 13:00 (UTC+3) | Cizre Belediyespor Julien Winkelmuller 18 pkt | 3:0 (25:10, 25:19, 25:14) raport | KV Peja Iwan Tasew 7 pkt | Şırnak Kapalı Spor Salonu, Şırnak Widzów: 550 Sędziowie: Hüseyin Okumuş i Bektaş Kalender |

## Klasyfikacja końcowa
| Lp. | Drużyna            |
| --- | ------------------ |
| 1.  | Cizre Belediyespor |
| 2.  | KV Peja            |
| 3.  | DOR-UTM Kiszyniów  |